# Subdivisión (grafos)
En el campo matemático de la teoría de grafos, una  subdivisión de aristas también llamada subdivisión elemental,  subdivisión de grafos o  simplemente subdivisión es una operación que agrega un vértice a una arista, dividiendo la arista en dos (•——• por •—•—•). La contracción es una operación fundamental en la teoría de grafos. 
La operación de subdivisión de aristas toma una arista e = uv, luego un vértice w es agregado a la arista, dividiéndola en dos, de esta forma la arista original es reemplazada por e1 = uw y e2 = wv, de modo que se añade al grafo un vértice y una arista.
Más generalmente, la operación de subdivisión puede añadir un conjunto de vértices a una arista, dividiendo la arista y añadiendo un grafo camino Pn al grafo. La subdivisión se puede realizar en más de una arista a la vez.

## Definición formal
| Sea {\displaystyle G(V,A)\,} un grafo simple conexo, la subdivisión de la arista {\displaystyle \{u,v\}\in A\,} da como resultado el grafo {\displaystyle G_{w}(V',A')\,}, donde {\displaystyle V'=V\cup \{w\}\,} y {\displaystyle A'=(A-\{u,v\})\cup \{\{u,w\},\{v,w\}\}\,} |

donde w sería el vértice que se inserta en la arista.

## Operación inversa
La operación inversa, suavizado o alisado de un grafo, un vértice w es eliminado de un par de aristas (e,f) que son incidentes a w, se elimina las aristas incidentes a w y se reemplaza por una nueva arista con los vértices extremos de e y f que no son w. Esta operación se puede hacer únicamente con vértices de  grado 2.
Por ejemplo, el grafo G simple conexo con dos aristas e1 = uw y e2 = wv: 
|  |

tiene un vértice w que es alisado, resultando:
|  |